# Hylesia pallidex
Hylesia pallidex är en fjärilsart som beskrevs av Paul Dognin 1923. Hylesia pallidex ingår i släktet Hylesia och familjen påfågelsspinnare. Inga underarter finns listade i Catalogue of Life.